# Rokas Žilinskas

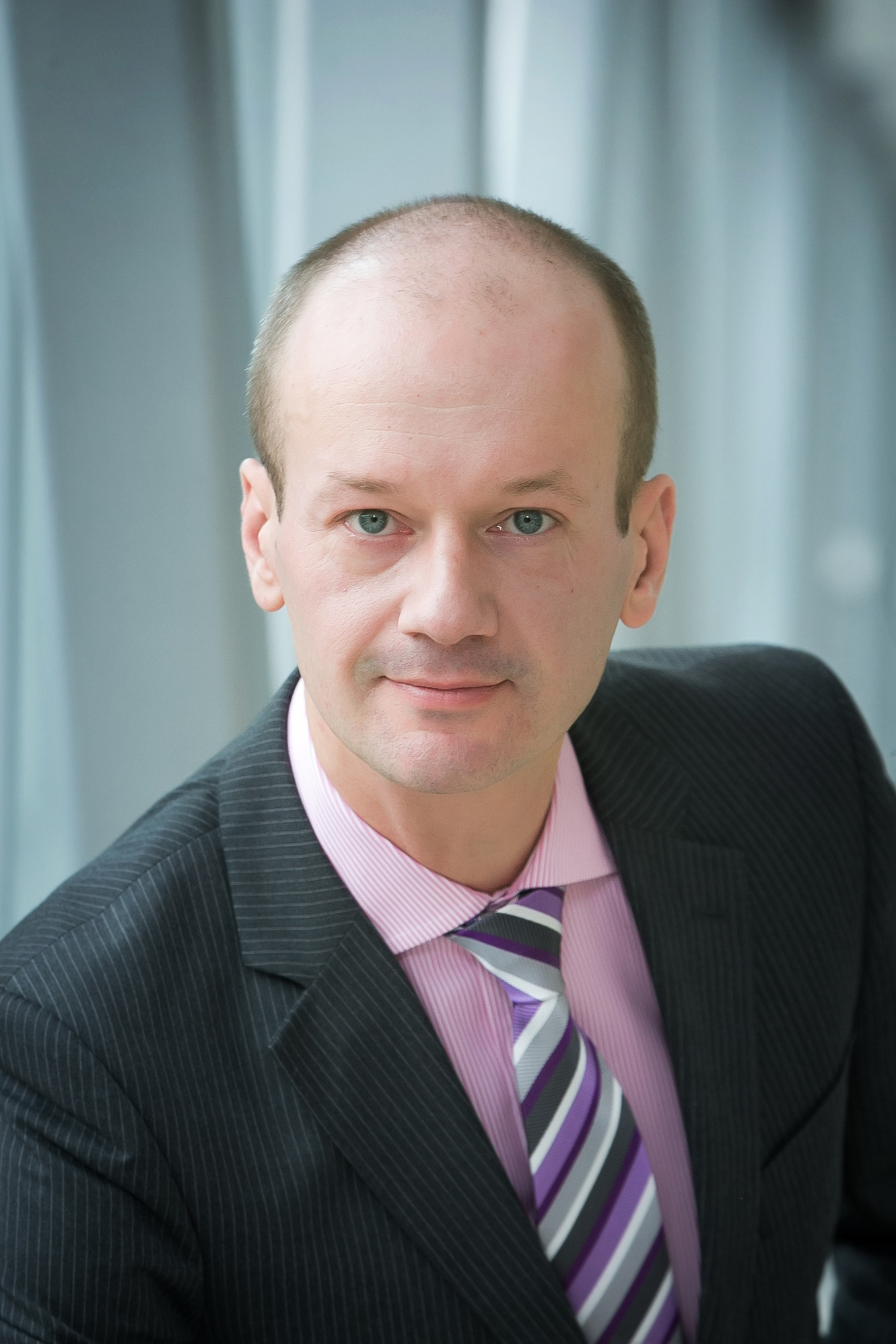
Rokas Žilinskas (2015)

Rokas Žilinskas (* 20. Juli 1972 in Vilnius, Litauische SSR; † 6. Juni 2017 ebenda) war ein litauischer Journalist, Moderator und Politiker, Mitglied des Seimas.

## Leben
Rokas Žilinskas interessierte sich in der Schule für Geographie, später Politologie und Politik, gemeinsam mit seiner Lehrerin gründete er den ersten sowjetischen Club der jungen internationalen Lektoren und war dessen erster Präsident, er gab Vorlesungen für die Schüler in seiner und anderen Schulen von Vilnius. Er absolvierte das Studium der Journalistik an der Vilniaus universitetas und danach ein Semester am Massenkommunikationsinstitut in Delhi (Indien). Während des Studiums und danach arbeitete er bei Lietuvos radijas ir televizija und dem News-Dienst von LNK. Er war Moderator der Sendung „Žinios“ bei LNK. Von 2008 bis 2012 war er Mitglied im Seimas.